# Dopamina (álbum)
Dopamina es el segundo álbum de estudio grabado por el cantante colombiano Manuel Turizo. Fue lanzado al mercado bajo el sello discográfico Sony Music Latin el 9 de abril de 2021.
El álbum se caracteriza por el estilo urbano de Manuel, donde hay una combinación de ritmos como el reguetón y la balada romántica, tomando en cuenta que fue producido durante la pandemia del COVID-19. Asimismo, el 8 de abril de 2021, el álbum fue presentado junto a su sencillo «Amor en coma» junto a Maluma.
En este álbum, están incluidas las participaciones de Wisin & Yandel, Rauw Alejandro, Myke Towers y otros.

## Lista de canciones
| N.º | Título                                                              | Duración |  |
| 1.  | «Tiempo»                                                            | 2:52     |  |
| 2.  | «Caliente» (con El Alfa y Will.i.am)                                | 3:05     |  |
| 3.  | «Mala costumbre» (con Wisin & Yandel)                               | 3:50     |  |
| 4.  | «Kayak» (con Farruko)                                               | 2:49     |  |
| 5.  | «Hoy vuelvo a beber»                                                | 2:37     |  |
| 6.  | «La nota» (con Rauw Alejandro y Myke Towers)                        | 3:36     |  |
| 7.  | «Cosas malas» (con Justin Quiles y Dalex)                           | 3:48     |  |
| 8.  | «Te Falló»                                                          | 2:46     |  |
| 9.  | «Ahora eh»                                                          | 3:56     |  |
| 10. | «Amor en coma» (con Maluma)                                         | 3:19     |  |
| 11. | «Quiéreme mientras se pueda»                                        | 3:11     |  |
| 12. | «Quiéreme mientras se pueda (Remix)» (con Miky Woodz y Jay Wheeler) | 3:45     |  |
| 13. | «Antes que te vayas»                                                | 2:45     |  |